# Čubaka
Čubaka (engl. Chewbacca) ili „Čui“ (engl. Chewie) je izmišljeni lik iz franšize Ratova Zvezda (engl. Star Wars). Čubaka je Vuki, humanoidna vrsta vanzemaljaca koja se odlikuju visokim rastom, telom prekrivenim krznom, fizičkom snagom i talentom za tehniku. Rodna planeta Vukija je Kašik (engl. Kashyyyk). Čubaka je verni pratilac Han Soloa i njegov kopilot. Zajedno čine posadu broda pod imenom Milenijumski soko (engl. Millenium Falcon), najbržeg broda u galaksiji. U serijalu filmova Ratovi zvezda, Čubaku tumači Piter Mejhju. Lik Čubake se pojavljuje i u televizijskim šouima, serijama, knjigama, stripovima i video igricama u okviru Star Wars univerzuma.

## Karakter
Čubaka je Vuki, humanoidna vrsta vanzemaljaca koja se odlikuje visokim rastom, telom prekrivenim krznom, fizičkom snagom i talentom za tehniku. Rodna planeta Vukija je Kašik (engl. Kashyyyk) i pripadnik je plemena Kapaku (engl. Kaapauku).
Čubaka, dvestagodišnji Vuki, postaje partner Han Soloa kada Han odbija naređenje da ga ubije. Han je do tog momenta bio oficir, kapetan, u Imperijalnoj floti. Čui duguje svoj život Hanu i štiti ga svojim, pri čemu je veran i nerazdvojan prijatelj. Čui je visok 2,43m (8 stopa), plavih očiju, odličan inženjer i poseduje veliku hrabrost. Čuijeve glavne osobine, koje krase sve Vukije, su odanost, poštenje i čast. Naime, Vukiji su poznati po držanju zakletve. Ta osobina se više puta spominje, pošto Čubaka duguje svoj život Hanu i obavezao se da do kraja svog života bude dužnik svom spasiocu. Čuijeva narav se može opisati kao prosta, što je odlika i svih Vukija.Ide od velikih izliva ljubavi i privrženosti do naglih izliva besa i ratobornosti. Omiljeno oružje mu je Vuki boukaster (engl. Wookiee bowcaster), oružje oblika samostrela koje radi na principu usmerene energije. Čubaka je proglašen za jednog od najboljih pomagača u filmskoj istoriji od strane časopisa Entertainment Weekly.

## Nastanak
Džordž Lukas (engl. George Lucas ), tvorac Ratova Zvezda, je Čubaku osmislio po uzoru na svog psa, pošto je Lukasov pas uvek sedeo na suvozačevom sedištu kola kada bi se vozili zajedno. Takođe Vukiji sa psima dele istu narav i način pokazivanja emocija. Lukasov pas se zvao Indiana, to ime je kasnije upotrebio pri kreiranju lika dr. Henri „Indiane“ Džonsa Juniora (engl. dr. Henry „Indiana“ Jones Junior). Ime Čubake potiče od ruske reči za psa, sobaka (rus. prev. собака).
U sva četiri filma Čubaku tumači Piter Mejhev, koji je za tu ulogu izabran zbog svoje visine od 2,02m (7’3’’ feet). Napravljeno je pet identičnih kostima. U prva tri filma kostimi su bili od jakove dlake. U četvrtom, “Osveta Sita” (engl. Revenge of the Sith) je od udobnijih materijala, iako je Piter snimao samo jedan dan. Piteru se vide samo oči, koje su plave boje, kada nosi kostim, ali po gestikulaciji fanovi mogu da ga prepoznaju kada nije u kostimu. Piterove kolege sa snimanja tvrde da mogu oseti kada je neko drugi u kostimu Vukija umesto Pitera.
Čubakin glas je delo inženjera zvuka na Ratovima Zvezda, Bena Barta (eng. Ben Burtt). On je snimao više životinja, morževe, lavove, kamile, medvede, zečeve, tigrove i jazavce i u različitim odnosima ih miksovao kako bi dobio različite zvukove. Ti zvukovi čine reči i govor Vukija, jezika kojim se sluči Čui. Jedan od najprisutnijih elemenata u glasu Čuija su snimci mrkog medveda po imenu Tarik iz Happy Hollow Zoo iz San Hozea, Kalifornija.

## Pojavljivanje

### Filmovi
Čubaka se prvi put pojavljuje u filmu "Ratovi Zvezda epizoda IV: Nova nada" (engl. Star Wars Episode IV: A New Hope). U tom filmu Han i Čui prihvataju posao da prebace Luka Skajvokera (engl. Luke Skywalker), Obi Van Kenobija (engl. Obi-Wan Kenobi) i droide C-3PO i R2-D2 na planetu Alderon (engl. Alderaan). Kada saznaju da je planeta uništena od strane Zvezde Smrti (engl. Death Star), dva švercera se priključuju naporima Pobunjeničke Alijanse (engl. Rebel Alliance).
U druga dva dela, „Ratovi Zvezda epizoda V: Imperija uzvraća udarac“ (engl. Star Wars Episode V: The Empire Strikes Back) i „Ratovi Zvezda epizoda VI: Povratak Džedaja“ (engl. Star Wars Episode VI: Return of the Jedi), Čui i Han pomažu pobunjenicima da pobede Galaktičku Imperiju (engl. Galactic Empire).
U "Ratovima Zvezda epizoda III: Osveta Sita" (engl. Star Wars Episode III: Revenge of the Sith) Čui i jedan od heroja Vukija, Tarful (engl. Tarfful) učestvuju u borbama za Kasik tokom Rata klonova (engl. Clone Wars). Takođe pomaže, zajedno sa Tarfulom, Džedaj Masteru Jodi (eng. Jedi Master Yoda) da pobegne republičkoj vojsci na čijem čelu je tada bio kancelar Palpatin (eng. pre. Palpatine). Tokom filma Čui nije identifikovan sve dok mu se u poslednjoj sceni Joda ne zahvali na pomoći.
Čubaka se pojavio u sedmom filmu Ratovi zvezda: Buđenje sile, osmom delu Ratovi zvezda: Poslednji džedaji, kao i u devetom delu Ratovi zvezda: Uspon Skajvokera. Takođe se pojavljuje u filmu Solo: priča Ratova zvezda.

### Televizija
1978. je snimljen televizijski program „Ratovi zvezda: Praznični specijal“ (engl. Star Wars Holiday Special) u kome se pojavljuje i Čuijeva porodica. Njegova žena Malatobak (engl. Mallatobuck), sin Lumpavormp (engl. Lumpawarrump) i Atičitak (engl. Atiichitcuk), Čuijev otac i poglavica plemena Kapaku, čiji su oni pripadnici. Svi zajedno žive na Kašiku. U emisji Han i Čui moraju da spreče Darta Vejdera (engl. Darth Vader) u nameri da upropasti „Dan Života“ (engl. Life Day) i da se vrate na Kašik kako bi bili sa Čuijevom porodicom. Šou je bio prikazivan samo jednom.
U finalu treće sezone animirane serije "Ratovi Zvezda: Ratovi klonova" (engl. Star Wars: The Clone Wars), Čuija zarobljavaju Trandošanski (engl. Trandoshan) lovci, ali ga oslobađa Asoka Tano (engl. Ahsoka Tano). Pravi predajnik od delova oštećenog trandošanskog broda. Kasnije, zajedno sa Asokom, napada trandošansku tvrđavu. U toj akciji mu pomažu Vukiji predvođeni Tarfulom.

### Knjige
Čubaka, kao i likovi sa kojima dolazi u kontakt u filmovima i njegova porodica se pojavljuju i u knjigama koje se bave univerzumom Ratova Zvezda. Najznačajnije su „Priče o Vukijima“ (engl. The Wookiee Storybook), triologija „Kriza Crne flote“(engl. The Black Fleet Crisis) autora Majkla P. Kubi-MekDauvela (engl. Michael P. Kube-McDowell) i dve knjige iz triologije o Han Solou (engl. The Han Solo Trilogy) „Hatov rizik“ (engl. The Hutt Gambit) i „Pobunjenička zora“ (engl. Rebel Dawn) od A. C. Krispina (engl. A. C. Crispin). U njima saznajemo i nove članove Čuijeve porodice, sestru Kalabou (engl. Kallabow), rođake Drajenta (engl. Dryanta) i Džovdrl (engl. Jowdrrl), kao i majku Elenu (engl. Ellen).
U romanu „Mračni Lord: Uzdizanje Darta Vejdera“ (engl. Dark Lord: The Rise of Darth Vader) objašnjeno je zašto i kako je Čui pobegao sa rodne planete Kašik, izbegavši zarobljavanje. Dart Vejder i Imperator (bivši kancelar Palpatin i gospodar Sita, Lord Sidius) porobljavaju Kašik i celu Vuki populaciju porobljavaju, koristeći Vukije kao robove na gradnji Zvezde Smrti.
U romanu „Hatov rizik“ prikazano je kako su se Čui i Han upoznali. Han je bio poručnik u Imperijalnoj floti i dobija zadatak da suzbije bunu na jednom brodu koji je prevozio robove, na kom se nalazio Čui. Han je bio protiv ropstva, ali je ipak izvršio naređene ugušivši pobunu. Međutim odbija naređenje da pogubi zaverenike, među kojim je i Čui. Han tada spašava robove i oslobađa ih. Čui se zaklinje da će biti večiti dužnik Hanu, svom spasiocu. Od tada su nerazdvojni.
Knjiga „Naslednici Sile“ (engl. Heirs of the Force), deo serijala „Mladi Džedaj vitezovi“ (engl. Young Jedi Knights), Čubakin sestrić Loubaka (eng. Lowbaacca) ide na Džedaj Akademiju (engl. Jedi Academy).
U romanu iz 1999. godine „Vektor Prajm“ (engl. Vector Prime) od autora R. A. Salvatorea (engl. R. A. Salvatore), prve u serijalu „Novi Red Džedaja“ (engl. New Jedi Order), je poslednje pojavljivanje Čubake u univerzumu Ratova Zvezda. Čui gine spašavajući Hanovog sina Anakina pri sudaru planete Sernpidal (engl. Sernpidal) i njenog meseca.

### Stripovi
„Ratovi Zvezda: Čubaka“ (engl. Star Wars: Chewbacca ) su stripovi koje je objavio Lucasfilm, po radnji „Vektor Prajma“. U njemu C-3PO i R2-D2 putuju galaksijom i prikupljaju priče o Vukijima. Postoje i drugi naslovi koji usko ili približno prate istoimene knjige, filmove i serije u kojima je Čubaka.

### Video igre
Čubaka se pojavljuje u mnogim video igrama sa temom Ratova Zvezda. U nekim je NPC (engl. non-player character), a u nekim je igrač u ulozi Čuija. Najpopularnije su Ratovi Zvezda Džedaj Vitez: Džedaj Akademija (eng. Star Wars Jedi Knight: Jedi Academy) gde je Čui NPC i pomaže igraču u nivou u Mos Ajzliju (engl. Mos Eisley), Ratovi Zvezda: Imperija u ratu (engl. Star Wars: Empire at War) strategija u kojoj igrač upravlja Čuija i Hana u nekoliko nivoa, Kinect Star Wars gde je igrač u ulozi tobdžije na brodu kojim upravlja mladi Čubaka i Star Wars: Battlefront II gde igrač može da bira lik Čubake, koji je na strani pobunjenika.

## Prijem kod publike
Tim IGN-a je oduševljen likom Čubake. Po tom sajtu Čui se nalazi na devetom mestu liste top Star Wars likova, a njegov odnos sa Han Soloom, u žargonu bromance, je u najboljih deset u filmskoj istoriji. UGO Networks navodi kako je po njima Čui „jedan od najžešćih strelaca u popularnoj kulturi danas“.

### Nagrade
Čubaka je jedan od malobrojnih izmišljenih likova koji je dobio "Nagradu za životno delo" na dodeli MTV filmskih nagrada. Pošto su se fanovi filma bunili što Čui nije primio medalju, kao Han i Luk, na kraju „Nove Nade“, MTV je rešio da nagrada bude u obliku medalje identične onim iz filma. Piter Mejhev je takođe bio nezadovoljan što Čui nije primio medalju na kraju filma, ali navodi da je poslednja „linija“ u filmu pripala baš Čubaki.